# Adelle Tracey
Adelle Tracey (* 27. Mai 1993 in Seattle, Vereinigte Staaten) ist eine britisch-jamaikanische Leichtathletin, die im Mittelstreckenlauf antritt und sich auf die 800 Meter spezialisiert hat. Seit 2022 ist sie für Jamaika startberechtigt.

## Sportliche Laufbahn
Erste Erfahrungen bei internationalen Meisterschaften sammelte Adelle Tracey beim Europäischen Olympischen Jugendfestival (EYOF) 2009 in Tampere, bei dem sie in 2:09,92 min die Silbermedaille im 800-Meter-Lauf gewann.  2015 belegte sie bei den U23-Europameisterschaften im estnischen Tallinn in 2:01,66 min den vierten Platz und im Jahr darauf schied sie bei den Hallenweltmeisterschaften in Portland mit 2:07,05 min in der ersten Runde aus und kam im Juni bei den Europameisterschaften in Amsterdam mit 2:05,41 min ebenfalls nicht über den Vorlauf hinaus. 2017 erreichte sie bei den Weltmeisterschaften in London das Halbfinale und schied dort mit 2:00,26 min aus. Kurz darauf startete sie bei den Studentenweltspielen in Taipeh teil und gelangte dort mit 2:03,72 min auf den fünften Platz. Im Jahr darauf erreichte sie bei den Europameisterschaften in Berlin das Finale und klassierte sich dort mit 2:00,86 min auf dem vierten Platz. 2019 schied sie bei den Halleneuropameisterschaften in Glasgow mit 2:03,26 min im Semifinale aus und 2020 wurde sie bei der Doha Diamond League in 1:59,87 min Dritte. Im Jahr darauf siegte sie in 2:03,25 min beim USATF Grand Prix und 2022 siegte sie in 4:05,96 min im 1500-Meter-Lauf beim Puerto Rico International Athletics Classic, ehe sie beim Felix Sánchez Classic in 2:03,53 min über 800 Meter siegte. Anfang Juni siegte sie in 2:01,57 min beim Memoriał Ireny Szewińskiej und startete anschließend für Jamaika bei den Weltmeisterschaften in Eugene. Dort schied sie über 800 Meter mit 2:00,21 min im Halbfinale aus und auch über 1500 Meter schied sie mit 4:06,96 min im Semifinale aus. Anschließend gewann sie bei den NACAC-Meisterschaften in Freeport in 1:59,54 min die Bronzemedaille über 800 Meter hinter den US-Amerikanerinnen Ajeé Wilson und Allie Wilson und über 1500 Meter gewann sie in 4:08,42 min die Silbermedaille hinter der US-Amerikanerin Heather MacLean. 
2023 siegte in 2:01,26 min über 800 Meter beim Memoriał Ireny Szewińskiej und belegte dann bei den Weltmeisterschaften in Budapest mit 1:58,41 min im Finale den siebten Platz über 800 Meter und schied über 1500 Meter mit 3:58,77 min im Halbfinale aus. Anschließend wurde sie bei Weltklasse Zürich in 1:59,05 min Dritte. Im Jahr darauf schied sie bei den Olympischen Sommerspielen in Paris mit 2:03,67 min in der Hoffnungsrunde über 800 Meter aus sowie mit 4:14,52 min auch über 1500 Meter. 
2016 wurde Tracey britische Hallenmeisterin über 800 Meter sowie 2022 im 1500-Meter-Lauf. 2023 wurde sie jamaikanische Meisterin über 1500 Meter.

## Persönliche Bestleistungen
- 800 Meter: 1:58,41 min, 27. August 2023 in Budapest
  - 800 Meter (Halle): 2:00,23 min, 1. Februar 2020 in Glasgow
- 1000 Meter: 2:34,59 min, 18. August 2018 in Birmingham
  - 1000 Meter (Halle): 2:37,95 min, 15. Februar 2020 in Glasgow
- 1500 Meter: 3:58,77 min, 20. August 2023 in Budapest (jamaikanischer Rekord)
  - 1500 Meter (Halle): 4:10,88 min, 3. Februar 2022 in Ostrava
  - Meile (Halle): 4:30,17 min, 8. Februar 2023 in Toruń (jamaikanischer Rekord)